# M’possa
M’possa  est une localité du sud-est de la Côte d'Ivoire et appartenant au département d'Aboisso, Région du Sud-Comoé. La localité de M’possa est un chef-lieu de commune.